# Кто такая Саманта?
«Кто такая Саманта?» — американский телевизионный ситком, который первоначально транслировался на канале ABC с 15 октября 2007 года по 23 июля 2009 года. Сериал был создан Сесилией Ахерн и Дональдом Тоддом, которые также выступили в качестве продюсеров. Несмотря на высокие рейтинги в первом сезоне, ситком терял популярность и зрительскую аудиторию на протяжении второго сезона, и ABC закрыли шоу в мае 2009 года, прежде чем оставшиеся семь серий были исключены из телепрограммы 2008–2009 годов.
Производством сериала занялась компания «Brillstein Entertainment Partners» и «Touchstone Television» в партнёрстве с ABC Studios, а группу исполнительных продюсеров составили Кристина Эпплгейт, Дональд Тодд, Питер Трауготт, Боб Кушелл, Алекс Рид и Марко Пеннетте.

## Сюжет
В центре сюжета сериала Саманта Ньюли (Кристина Эпплгейт), 30-летняя вице-президент компании, занимающейся недвижимостью, страдающая ретроградной амнезией после ДТП. Придя в себя после аварии она к своему ужасу постепенно осознает, что была эгоистичной и неприятной до аварии, и поэтому намеревается исправить положение и стать лучшей дочерью для своих в некоторой степени недееспособных родителей, Говарда (Кевин Данн) и Регины (Джин Смарт), лучшей подругой для эгоцентричной Андреа (Дженнифер Эспозито) и малообеспеченной, но доброжелательной Дены (Мелисса Маккарти) и наладить отношения с соседом по комнате и бывшим парнем Тоддом (Бэрри Уотсон). Ошеломлённый швейцар Саманты, Фрэнк (Тим Расс), с усмешкой наблюдает за её превращением из старой Сэм в новую Сэм.

## История создания
Спродюсированный ABC Studios, Donald Todd Productions и Brillstein-Gray Television, 11 мая 2007 года сериал был официально одобрен, и был отдан заказ на тринадцать серий.
Первоначально шоу называлось «Sam I Am», пока ABC не переименовало его в «Samantha Be Good» из-за конфликтов с собственностью доктора Сьюза. Позже TV Guide сообщили, что ABC снова изменила название сериала на «Samantha Who?». Первые телевизионные рекламные ролики сериала, основанные на концепции амнезии главного героя, появлялись без указания какого-либо конкретного названия. Отсутствие заявленного названия (с изображённым знаком вопроса) в рекламных объявлениях объяснялось тем, что персонаж Эпплгейт не помнит название сериала.
Премьера сериала состоялась 15 октября 2007 года в 21:30 по восточному времени/20:30 по центральному времени и перенесена на 21:00 по восточному времени/20:00 по центральному времени на понедельники с 26 ноября 2007 года.
25 октября 2007 года ABC заказала шесть дополнительных сценариев для «Кто такая Саманта?».
30 октября 2007 года ABC заказала полный сезон из 22 серий сериала «Кто такая Саманта?». Однако из-за забастовки Гильдии сценаристов Америки 2007–2008 годов для первого сезона было создано только 15 серий.
11 февраля 2008 года ABC отобрала «Кто такая Саманта?» на телевизионный сезон 2008-09 гг.
31 октября 2008 года поступил заказ от ABC ещё семи серий сериала «Кто такая Саманта?». Таким образом, общее количество эпизодов второго сезона сериала достигло 20. Анонс был сделан до обязательного сокращения бюджета ABC Studios, производящей сериал.
Сериал, снятый в однокамерном формате, был приостановлен в течение телевизионного сезона 2008–2009 годов и вернулся в новом таймслоте в четверг, 26 марта 2009 года, вслед за «In the Motherhood», прежде чем его закрыли.
18 мая 2009 года ABC объявили, что не будут продлевать третий сезон «Кто такая Саманта?». ABC пустили заключительные эпизоды в четверг вечером в 20:00 по восточному и в 19:00 по центральному времени с 25 июня 2009 г. до 23 июля 2009 г. (с дополнительными эпизодами, вышедшими в эфир в четверг 2 июля и четверг 9 июля в 20:30 по восточному времени/19:30 по центральному).
Телеканал Pop (ранее TV Guide Network) начал ретрансляцию сериала в сентябре 2011 года.

## В ролях
- Кристина Эпплгейт — Саманта «Сэм» Ньюли
- Дженнифер Эспозито — Андреа Белладонна
- Кевин Данн — Говард Ньюли
- Мелисса Маккарти — Дена
- Тим Расс — Фрэнк
- Бэрри Уотсон — Тодд Деплер
- Джин Смарт — Регина Ньюли

## Рейтинг на телевидении США

### Сезонные рейтинги
Сезонные рейтинги (основанные на среднем количестве зрителей одной серии) «Кто такая Саманта?» на канале ABC:
| Сезон | Эпизодов | Таймслот | Дата премьеры   | Окончание показа | Телевизионный сезон | Рейтинг | Зрителей (млн. чел.) |
| ----- | -------- | --- | --------------- | ---------------- | ------------------- | ------- | -------------------- |
| 1     | 15       | Понедельник 21:30 (С 15 октября 2007 по 19 октября 2007) Понедельник 21:00 (С 26 ноября 2007 по 10 декабря 2007) Понедельник 21:30 (С 7 апреля 2008 по 12 мая 2008) | 15 октября 2007 | 12 мая 2008      | 2007–2008           | #26     | 11.82                |
| 2     | 20       | Понедельник 21:30 (С 13 октября 2008 по 1 декабря 2008) Четверг 20:30(С 26 марта 2009 по 23 июля 2009) Четверг 20:00 (С 25 июня 2009 по 23 июля 2009)               | 13 октября 2008 | 23 июля 2009     | 2008–2009           | #54     | 8.9                  |

## DVD-релиз
Walt Disney Studios Home Entertainment выпустила весь сериал на DVD в регионе 1. Они также выпустили 1 сезон на DVD в регионах 2 и 4 (Австралия). Оба сезона содержат несколько бонусных опций, включая ляпы и вырезанные сцены. Выпуски для региона 1 прекращены и больше не производятся.
9 февраля 2012 года было объявлено, что «Lionsgate Home Entertainment» приобрела лицензионные права на сериал и планирует перевыпустить его. Сезоны 1 и 2 были ретранслированы 1 мая 2012 года.

## Трансляция
В Великобритании сериал транслировался на E4 и Comedy Central, в Ирландии — на канале TG4. В Новой Зеландии его показывали по TV 2, а в Австралии — по Seven Network и 7Two. Позже телеканал Pop повторно транслировал «Кто такая Саманта?», а в настоящее время — на Logo TV.